# Бъртън Рихтер
Бъртън Рихтер (на английски: Burton Richter) американски физик, носител на Нобелова награда за физика за 1976 година.

## Биография
Роден е на 22 март 1931 година в Ню Йорк, САЩ. Завършва Мазачузетския технологичен институт през 1952, където по-късно (1956) защитава и докторска дисертация. Започва работа в Станфорд, където ръководи построяването на SPEAR – Станфордски позитрон-електронен асиметричен пръстен. С него той открива нова елементарна частица, J/ψ частицата. Същата частица е открита от Самюел Тинг, за което двамата получават Нобеловата награда за 1976 г. От 1984 до 1999 е директор на Центъра на праволинейния ускорител на Станфорд.